# Football Club Internazionale 1913-1914
Questa voce raccoglie le informazioni riguardanti il Football Club Internazionale nelle competizioni ufficiali della stagione 1913-1914.

## Vittorie e piazzamenti
L'Inter vince il girone gestito dal Comitato Regionale Lombardo e si qualifica alle finali nazionali, dove però chiude terza dietro al Casale, campione d'Italia, ed al Genoa.

## Divise
| Casa |

## Rosa
| N. |                     | Ruolo | Calciatore        |
| -- | ------------------- | ----- | ----------------- |
|    | Italia (bandiera)   | A     | Ermanno Aebi      |
|    | Uruguay (bandiera)  | A     | Julio Bavastro    |
|    | Italia (bandiera)   | A     | Franco Bontadini  |
|    | Italia (bandiera)   | D     | Enrico Brega      |
|    | Italia (bandiera)   | P     | Piero Campelli    |
|    | Italia (bandiera)   | C     | Aldo Cevenini     |
|    | Italia (bandiera)   | A     | Luigi Cevenini    |
|    | Italia (bandiera)   | P     | Ugo Chiesa        |
|    | Italia (bandiera)   | D     | Mario Corinaldesi |
|    | Italia (bandiera)   | C     | Enrico Crotti     |
|    | Svizzera (bandiera) | D     | Oscar Engler      |

| N. |                     | Ruolo | Calciatore         |
| -- | ------------------- | ----- | ------------------ |
|    | Italia (bandiera)   | D     | Giuseppe Fossati   |
|    | Italia (bandiera)   | C     | Virgilio Fossati   |
|    | Brasile (bandiera)  | A     | Achille Gama       |
|    | Italia (bandiera)   | D     | Mario Moretti      |
|    | Svizzera (bandiera) | D     | Alfred Peterly     |
|    | Svizzera (bandiera) | C     | Ernest Peterly     |
|    | Italia (bandiera)   | D     | Giuseppe Rizzi     |
|    | Italia (bandiera)   | C     | Paolo Scheidler    |
|    | Italia (bandiera)   | D     | Oreste Viganò      |
|    | Italia (bandiera)   | D     | Edmondo Todeschini |

## Calciomercato
| Acquisti | Acquisti       | Acquisti | Acquisti   |
| R.       | Nome           | da       | Modalità   |
| -------- | -------------- | -------- | ---------- |
| D        | Giuseppe Rizzi | Milan    | definitivo |
| A        | Julio Bavastro | Milan    | definitivo |

| Cessioni | Cessioni       | Cessioni            | Cessioni   |
| R.       | Nome           | da                  | Modalità   |
| -------- | -------------- | ------------------- | ---------- |
| D        | Luigi Binda    | Nazionale Lombardia | definitivo |
| C        | Giuseppe Caimi | Nazionale Lombardia | definitivo |
| C        | Carlo Payer    | Juventus            | definitivo |
| C        | Stebler        |                     | svincolato |
| A        | Gustavo Carrer | Como                | definitivo |

## Risultati

### Prima Categoria

#### Girone lombardo

##### Girone d'andata
| Arbitro: | Cattaneo (Milano) |

|        |           |                                   |
| Taroni | Marcatori | A. Cevenini L. Cevenini Bontadini |

| Arbitro: | Pedroni (Milano) |

|                  |           |                                        |
| Scheidler (aut.) | Marcatori | Aebi Bontadini L. Cevenini A. Cevenini |

| Arbitro: | Comazzi (Milano) |

|                              |           |  |
| L. Cevenini A. Cevenini Aebi | Marcatori |  |

| Arbitro: | Comazzi (Milano) |

|                            |           |                                                             |
| Bellosi Indermühle Binaghi | Marcatori | Gama (rig.) L. Cevenini Bavastro Engler Aebi (rig.) Fossati |

| Arbitro: | Franziosi (Milano) |

|                                              |           |  |
| L. Cevenini 3’, 49’ Gama 70’ A. Cevenini 88’ | Marcatori |  |

| Arbitro: | Pedroni (Milano) |

|  |           |                                       |
|  | Marcatori | A. Cevenini Aebi L. Cevenini Bavastro |

| Arbitro: | Scamoni (Torino) |

|  |           |                 |
|  | Marcatori | 20’ A. Cevenini |

| Arbitro: | Magni (Milano) |

|             |           |                          |
| L. Cevenini | Marcatori | Quaglia Tomaselli Piacco |

| Arbitro: | Pedroni (Milano) |

|                             |           |                      |
| Payer Dalmazzo Bona Giriodi | Marcatori | L. Cevenini Bavastro |

##### Girone di ritorno
| Arbitro: | Scarioni (Milano) |

|                                   |           |       |
| A. Cevenini Aebi L. Cevenini Gama | Marcatori | Sardi |

| Arbitro: | Resegotti (Milano) |

|                                       |           |      |
| Bavastro L. Cevenini Gama A. Cevenini | Marcatori | Bona |

| Arbitro: | Colombo ? (Milano) |

|       |           |             |
| Villa | Marcatori | A. Cevenini |

| Arbitro: | Cattaneo (Milano) |

|                              |           |                          |
| A. Cevenini L. Cevenini Aebi | Marcatori | Indemulhe (rig.) Binaghi |

| Arbitro: | Bazzi (Como) |

|  |           |                            |
|  | Marcatori | Aebi L. Cevenini Bontadini |

| Arbitro: | Bellini (Milano) |

|                  |           |           |
| Aebi A. Cevenini | Marcatori | Cavallini |

| Arbitro: | Scamoni (Torino) |

|                                                                   |           |                                 |
| L. Cevenini 30’ (rig.), 65’ Bavastro 75’ A. Cevenini 82’ Aebi 89’ | Marcatori | 37’ Morandi 40’ (rig.) Van Hege |

| Arbitro: | Crivelli (Milano) |

|                   |           |                         |
| Restano Signorini | Marcatori | A. Cevenini L. Cevenini |

| Arbitro: | Bellini (Milano) |

|                              |           |        |
| A. Cevenini L. Cevenini Aebi | Marcatori | Carrer |

### Finali

#### Nord
| Arbitro: | Calì (Genova) |

|                              |           |              |
| A. Cevenini L. Cevenini Aebi | Marcatori | (rig.) Perin |

| Arbitro: | Pedroni (Milano) |

|          |           |  |
| Dalmazzo | Marcatori |  |

| Arbitro: | Laugeri (Torino) |

|                            |           |                    |
| Crotti 43’ L. Cevenini 62’ | Marcatori | 23’, 28’ G. Crocco |

| Arbitro: | Pedroni (Milano) |

|                         |           |           |
| L. Cevenini A. Cevenini | Marcatori | Forlivesi |

| Arbitro: | Laugeri (Torino) |

|        |           |  |
| Varese | Marcatori |  |

| Arbitro: | Colombo ? (Milano) |

|                                     |           |                         |
| Vallesella Sacchi A. Tonini Bertoli | Marcatori | L. Cevenini Aebi Crotti |

| Arbitro: | Cattaneo (Milano) |

|             |           |                          |
| L. Cevenini | Marcatori | E. Boglietti (rig.) Bona |

| Arbitro: | Laugeri (Torino) |

|       |           |             |
| Grant | Marcatori | A. Cevenini |

| Arbitro: | Laugeri (Torino) |

|         |           |                    |
| Fagioli | Marcatori | Bontadini Bavastro |

| Arbitro: | Laugeri (Torino) |

|              |           |                          |
| Bavastro 42’ | Marcatori | 1’ Varese 73’ G. Gallina |

## Statistiche

### Statistiche di squadra
| Competizione               | Punti | In casa | In casa | In casa | In casa | In casa | In casa | In trasferta | In trasferta | In trasferta | In trasferta | In trasferta | In trasferta | Totale | Totale | Totale | Totale | Totale | Totale | DR  |
| Competizione               | Punti | G       | V       | N       | P       | Gf      | Gs      | G            | V            | N            | P            | Gf           | Gs           | G      | V      | N      | P      | Gf     | Gs     | DR  |
| -------------------------- | ----- | ------- | ------- | ------- | ------- | ------- | ------- | ------------ | ------------ | ------------ | ------------ | ------------ | ------------ | ------ | ------ | ------ | ------ | ------ | ------ | --- |
| Campionato - Eliminatorie  | 31    | 9       | 8       | 0       | 1       | 52      | 10      | 9            | 7            | 1            | 1            | 39           | 15           | 18     | 15     | 1      | 2      | 91     | 25     | +66 |
| Campionato - Finali (Nord) | 11    | 5       | 2       | 2       | 1       | 14      | 8       | 5            | 2            | 1            | 2            | 8            | 8            | 10     | 4      | 3      | 3      | 22     | 16     | +6  |
| Totale                     |       | 14      | 10      | 2       | 2       | 66      | 18      | 14           | 9            | 2            | 3            | 47           | 23           | 28     | 19     | 4      | 5      | 113    | 41     | +72 |